# Luci Calpurni Bíbul
Luci Calpurni Bíbul (en llatí Lucius Calpurnius Bibulus) va ser un magistrat romà. Formava part de la gens Calpúrnia, una antiga família romana d'origen plebeu.
Era el fill petit de Marc Calpurni Bíbul, i molt jove quan el seu pare va morir (48 aC). Va viure a Roma amb Marc Juni Brut, que s'havia casat amb la seva mare Pòrcia, filla de Marc Cató. L'any 45 aC va anar a Atenes per seguir els seus estudis.
El 44 aC es va unir al seu padrastre després de l'assassinat de Cèsar, i va ser proscrit pels triumvirs. L'any 42 aC va ser present a la batalla de Filipos i poc després es va rendir a Marc Antoni que el va perdonar i li va donar el comandament de la seva flota. Marc Antoni el va utilitzar en les negociacions amb August i després li va donar el govern de Síria on va morir por abans de la batalla d'Àccium, l'any 31 aC.
Va escriure les Memorabilia del seu padrastre, que Plutarc va usar per escriure la biografia de Marc Juni Brut.